# Seddera madagascariensis
Seddera madagascariensis är en vindeväxtart som beskrevs av Deroin och Sebsebe. Seddera madagascariensis ingår i släktet Seddera och familjen vindeväxter. Inga underarter finns listade i Catalogue of Life.